# Waggonway Tranent–Cockenzie
| Hill Top Colliery                                                           | Hill Top Colliery     |
| --------------------------------------------------------------------------- | --------------------- |
| Waggonway Tranent–Cockenzie um 1840 auf einem Kupferstich von John Gellatly |                       |
| Streckenverlauf um 1840 auf einem Kupferstich von John Gellatly             |                       |
| Streckenlänge:                                                              | 4 km                  |
| Spurweite:                                                                  | 3 Fuß 3 Zoll = 991 mm |
|                                                                             |                       |

Der Waggonway Tranent–Cockenzie war wohl die erste Pferde-Feldbahn in Schottland. Die 1722 mittels hölzerner Schienen errichtete 4 km lange Strecke mit einer Spurweite von 3 Fuß 3 Zoll (991 mm) verband die Kohlengruben in Tranent mit den Salinen von Cockenzie und dem Hafen Port Seton. Entlang der Strecke wurde 1745 die Schlacht bei Prestonpans ausgetragen. Die Strecke wurde 1815 mit gusseisernen Fischbauchschienen modernisiert und ab 1846 an die neue Hauptstrecke der North British Railway angeschlossen. Ein Teil der Strecke war noch bis 1968 in Betrieb.

## Geschichte
Im 18. Jahrhundert hatte die Salzproduktion am Ufer des Firth of Forth eine große Bedeutung. Dafür wurde Salzwasser in Salzpfannen verdampft. Anfangs war es noch möglich, die dafür in beträchtlichen Mengen erforderliche Kohle in der Nähe der Salinen abzubauen, aber nachdem die nahegelegenen Lagerstätten erschöpft waren, musste die Kohle aus größerer Entfernung herangeschafft werden.
Der Großgutbesitzer Earl of Winton unterstützte im Jakobitenaufstand von 1715 den alten Prätendenten (The Old Pretender) James Francis Edward Stuart (der auch Jakob III. genannt wurde), und deshalb verfielen seine Güter der Krone. Sie wurden 1719 von der York Buildings Company in London erworben. Nach einer Reihe finanzieller Spekulationen wurde das Unternehmen zum größten Unternehmen in Schottland. Aufgrund der schwierigen Kommunikation in diesen Tagen fiel es ihm jedoch schwer, das Unternehmen zu führen. Das Problem wurde gelöst, indem lokale Unternehmen vermietet wurden, was Anreize für die Verbesserung ihrer Bestände bot. Dies führte zu Verbesserungen am Hafen von Port Seton.
Im Jahr 1745 war die Eisenbahn während des Jakobitenaufstands von 1745 der Schauplatz der Schlacht von Prestonpan. Als die Streitkräfte von Charles Edward Stuart (der auch „Bonnie Prince Charlie“ genannt wurde) nach Süden vorrückten, wurden sie von den gegnerischen Streitkräften von General Sir John Cope in die Schlacht verwickelt. Am 20. September 1745 marschierten Copes Truppen und seine Artillerie entlang des Wagenways. Dendy Marshall beschreibt, dass sie den Bahndamm als Deckung nutzten. Mit einer deutlich überlegenen Streitmacht durchbrach Bonnie Prince Charlie die Linien der Streitkräfte von Cope und brachte sie zur Flucht.

## Streckenführung

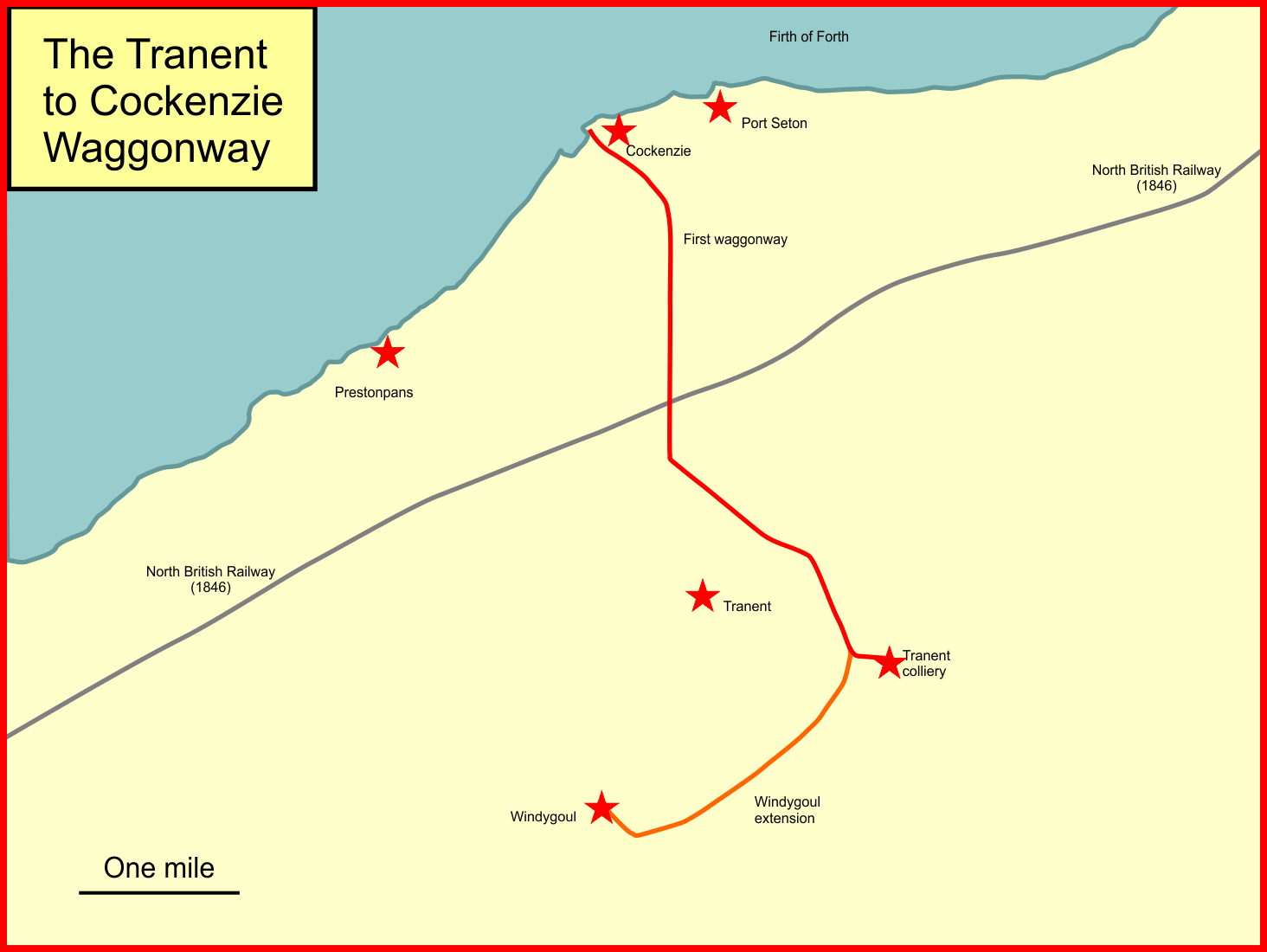
Streckenverlauf

Der Waggonway verband den Hafen mit den Salzpfannen in Cockenzie und den Kohlengruben in Tranent. Besitzurkunden für die New Street in Cockenzie beschreiben den Streckenverlauf des hölzernen Waggonways, der durch die Stadt zum Hafen von Port Seton führte. Die Kosten aller Arbeiten beliefen sich auf £ 3500, sie wurden 1722 fertiggestellt. Diese ursprüngliche Holzeisenbahn folgte einer Route entlang der heutigen School Lane in Cockenzie, bevor sie entlang der High Street nach Osten zum Hafen von Port Seton führte. Die spätere Eisenbahn folgte einer anderen Route in Cockenzie und führte zum westlichen Hafen von Cockenzie. Ehrenamtlich tätige Archäologen entdeckten dort 2017 ein Salzhaus, eine Holzschwelle und einige Stützblöcke aus Stein und präsentierten ihre Funde mehr als 1000 Besuchern. Im September 2018 fanden sie einen intakten Drehscheiben-Ring, ein Salzpfannen-Rohr, Reste eines Kippmechanismus, eine 2,4 m tiefe Ladebucht und datierbare Keramik aus den 1600er Jahren.
Die Strecke war eingleisig mit zwei Ausweichplätzen. Sie war so verlegt, dass sie zum Meer hin immer ein leichtes Gefälle hatte, obwohl das den Bau eines beträchtlichen Bahndammes erforderte, so dass beladene Züge stellenweise von einem Bremser gebremst durch die Schwerkraft zum Meer heruntergefahren konnten und Pferde nur für die Rücktransport der leeren Wagen erforderlich waren. Zumindest anfangs wurden Pferde aber wohl noch zum Transportieren der Wagen in beide Richtungen verwendet. Es ist nicht bekannt, ob die Schwerkraft ausreichte, die schwergängigen Wagen abwärtsfahren zu lassen, was wohl erst zu einem späteren Zeitpunkt möglich war. Selbst unter Berücksichtigung der Landschaftsveränderungen zeigt eine Überprüfung der Route heute, dass die Trasse von den Kohlebergwerken zum Meer im Gegensatz zu ihrer Umgebung nur leicht abfällt und am Meadowhill sogar bergauf führt.

## Wagen

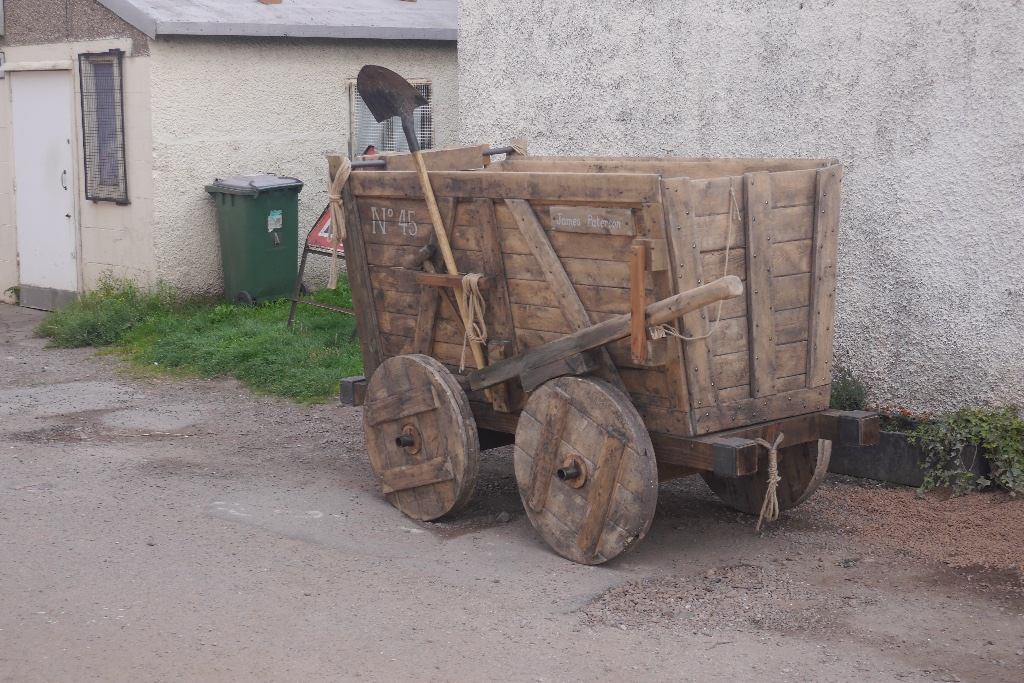
Nachbau eines Kohlewagens in der West Harbour Road, Cockenzie, 2018

Fotografien der Wagen aus der Zeit um 1854 zeigen, dass die Wagen ähnlich wie die aus Shropshire konstruiert und zu kurzen Zügen zusammengekuppelt waren. Ihre Spurweite betrug 991 mm (3 Fuß 3 Zoll). Sie konnten jeweils einen schottischen Chalder (30 Hundredweights) transportieren. Die Wagenenden waren zum Entladen abnehmbar.

## Pachtverträge
Die Bahnanlagen wurden an William Adam für 1000 £ pro Jahr verpachtet. Die Miete wurde im Jahr 1733 halbiert, was Adams mangelnden Erfolg bei der Erzielung eines Gewinns widerspiegelt. Selbst bei dieser niedrigeren Miete konnte er nicht weitermachen und gab den Pachtvertrag auf. Andere Pächter versuchten sich ebenso ohne Erfolg.
Die York Buildings Company wurde 1777 aufgelöst, und 1779 wurde das ehemalige Weingut Winton an die Familie Cadell verkauft. Die für den Verkauf erstellte Anzeige beschrieb, dass es zu dieser immer noch ein ausgedehntes Kohlefeld gab, von dem bisher noch kein Teil mit Dampfmaschinen oder anderen geeigneten Maschinen abgetragen worden war. Die gesamte Kohle lag in geringer Entfernung vom Meer. Der Schiffsanleger und der Hafen von Seaton waren Teil des zu verkaufenden Anwesens, und es gab einen Waggonway von den Kohlengruben zu den Salinen und dem Ufer.
Es wurde darauf hingewiesen, dass die Existenz des Waggonways den Käufern des zweiten und dritten Loses von Tranent mitzuteilen sei, und dass kein Schadensersatz dafür geleistet werde, den Waggonway auf der Verbindung von Seaton zum Hafen von Seaton in die Richtung, in der früher die Kohle auf Rechnung des Unternehmens befördert wurde zu betreiben. Der untere Teil des ursprünglichen Waggonways war wohl vom Pächter vernachlässigt worden.

## Metallschienen
Die hölzernen Schienen wurden 1815 abgebaut und durch gusseiserne Fischbauchschienen ersetzt. Die Strecke war weiterhin eingleisig mit Ausweichstellen. Alexander Scott beschrieb den Betrieb 1824 wie folgt:
„Die Wagen von Herrn Cadell fahren von seinen Kohlebergwerken in Tranent Moor nach Cockenzie in einer Entfernung von 4097 Metern (4480 Yards) auf einer gusseisernen Eisenbahn, die verschiedene Gefällstrecken und kreisbogenförmige Kurven aufweist. Es wird nur die Hilfe eines Mannes auf der abwärts gerichteten Fahrt benötigt, um mehrere Bremsen der Wagen zu betreuen. Die Spurweite der Pferdebahn beträgt 3 Fuß 3 Zoll; Die beladenen Waggons einschließlich ihrer Waggons wiegen jeweils etwa zwei Tonnen. Ein Pferd zieht manchmal fünf leere Wagen, aber die übliche Zahl ist vier, und diese zieht es gewöhnlich dreimal am Tag.“

## Verlängerung

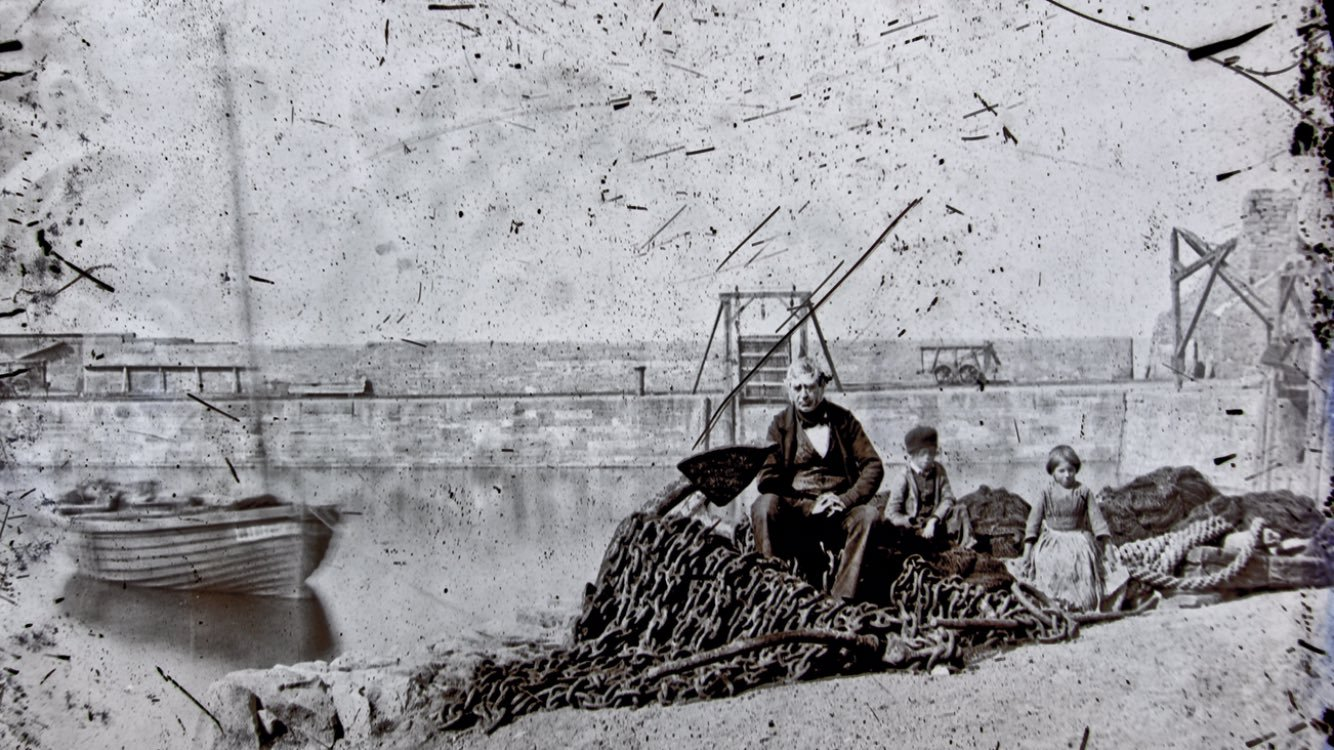
Der Waggonway am Cockenzie Harbour im Hintergrund auf einem Foto von Sir Robert Cadell, 1854

Im Jahr 1833 wurde der Hafen von Cockenzie von dem Bauingenieur Robert Stevenson wesentlich umgebaut. Ungefähr zu dieser Zeit wurde der Waggonway nach Süden zu den Kohlengruben in Windygoul verlängert.
1844 wurde der North British Railway die Konzession erteilt, ihre Hauptstrecke von Edinburgh nach Berwick zu bauen. Diese wurde 1846 eröffnet und unterquerte die Strecke des Waggonways unter einer Brücke.

## Umladeeinrichtungen an der Hauptstrecke
Ebenfalls im Jahr 1846 bekam die North British Railway durch einen Act of Parliament den Bau einer Zweigstrecke von Bankton an ihrer Hauptstrecke nach Westen über Tranent nach Windygoul genehmigt. Diese Zweigstrecke wurde 1849 eröffnet. Wahrscheinlich bereits in den 1850er Jahren wurden deren Schienen durch schmiedeeiserne Schienen ersetzt.
Cadell konnte seine Kohle über die neu gebaute Hauptstrecke billiger als zuvor transportieren. Wegen der unterschiedlichen Spurweiten konnten seine Wagen nicht auf der Strecke der North British Railway eingesetzt werden. Er verlegte daher sowohl in Meadowmill als auch in Windygoul Umladegleise. Der Transport der Kohle mit der Küstenschifffahrt von Cockenzie Harbour aus ging daraufhin zurück, und der untere Teil des Waggonways nördlich Umladestelle zur North British Railway in Meadowmill wurde bald darauf stillgelegt und später abgebaut. Der obere Teil florierte jedoch weiterhin und transportierte die Kohle aus Tranent für weitere 30 Jahre zur Hauptstrecke.

## Umspurung
Um 1880 übernahm der Kohlenhändler James Waldie die Pacht der Zechen in Tranent sowie des Waggonways. Der Waggonway wurde zu einer mit Dampflokomotiven betriebenen Normalspurbahn umgespurt und mit der North British Railway in Meadowmill verbunden. Zu dieser Zeit wurde Cockenzie Harbour nicht mehr häufig genutzt, da größere Schiffe dort nicht anlegen konnten. In Meadowmill war das Umladegleis jedoch noch zeitweise in Betrieb, über das der Inhalt der Wagen des Waggonways meist für den Weitertransport nach Leith in die normalspurigen Wagen gekippt wurde.
20 Jahre später schlossen sich James Waldie und die anderen führenden Betreiber von Kohlezechen in East Lothian zur Edinburgh Collieries Co. Ltd. zusammen. Die Eisenbahnlinie, die teilweise auf der Trasse des früheren Waggons lag, wurde zur Fleets Colliery verlängert. Um 1896 wurde der schmalspurige Waggonway daher endgültig abgebaut. Die Verwendung der Trasse für die Normalspurbahn wurde bis zur Schließung der Fleets Colliery im Jahr 1959 fortgesetzt.
Oberhalb von Meadowmill wurde in den 1960er Jahren ein Teil der Trasse des ursprünglichen Waggonways als Abstellgleis für Kohlewagen des National Coal Board genutzt. Dieser Teil der Strecke wurde daher für etwa 240 Jahre für den Eisenbahnverkehr genutzt.

## Gegenwart

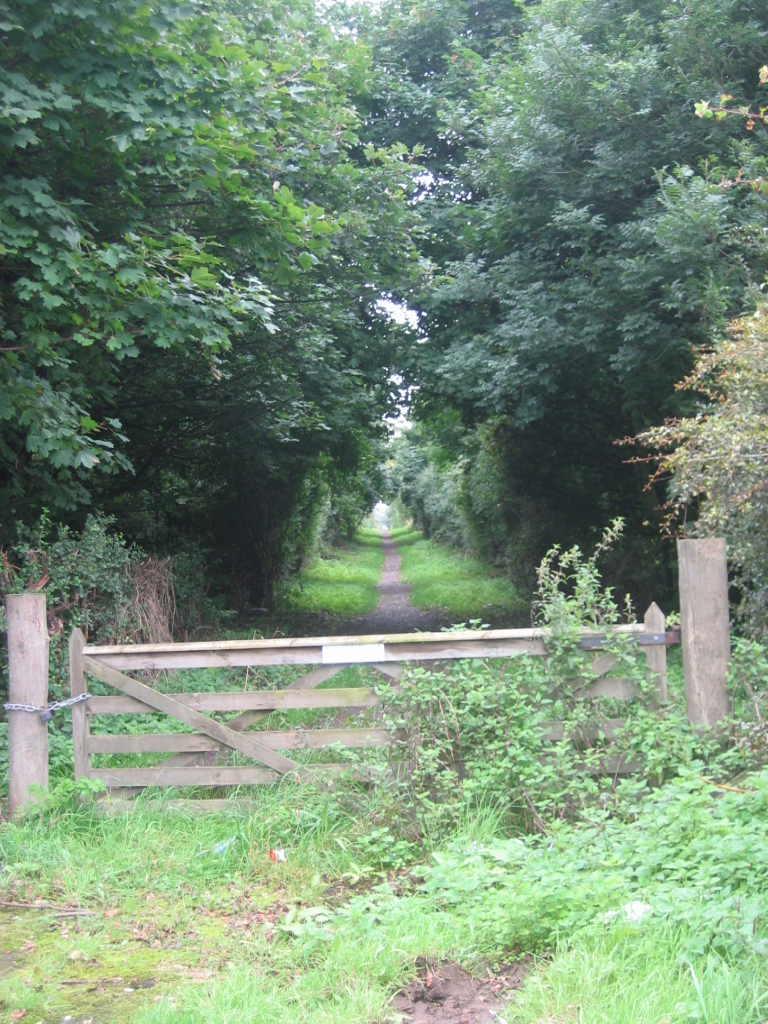
Trasse des Waggonways bei der Kirche von Tranent

Die Trasse des ursprünglichen Waggonways ist stellenweise noch erkennbar. Ein Teil davon wird von Wanderern, Radfahrern und Reitern als öffentlicher Weg genutzt.
In Tranent gibt es eine Wohnstraße namens The Waggonway (Postleitzahl: EH33 2QY). Dies steht nicht auf der Linie der Tranent- und Cockenzie-Linie, sondern in der Nähe der Windygoul-Grube in der Verlängerung.
In Cockenzie Harbour entdeckten ehrenamtlich tätige Archäologen der 1722 Waggonway Heritage Group 2017 anstelle von Schwellen genutzte Steinblöcke der Fischbauchschienen. Die Gruppe hat sich zur Aufgabe gemacht, die Trasse zu erforschen sowie als geschichtliches Erbe zu bewahren und bekannt zu machen. Eine mobile App, Erklärungstafeln und mit Wegweisern versehene Beschilderungen sind verfügbar, um Wanderer zu informieren und fortzubilden.